# Martha Edelheit
Martha Nilsson Edelheit, född Ross 3 september 1931 i New York, är en amerikansk-svensk målare.

## Arbetsöversikt
Martha Edelheit studerade vid University of Chicago 1949–1951, New York University 1954 parallellt med separata konststudier för Michael Loew 1954–1956 och studier i konsthistoria för Meyer Schapiro 1955–1956, samt vid Columbia University (Teachers College) 1956. Hon hade sin första separatutställning på Reuben Gallery i New York 1960 och har sedan dess haft ett stort antal separatutställningar i bland annat New York, Massachusetts, Philadelphia, Illinois, Rutgers University i New Jersey och från 1987 även i Europa, i Österrike (Wien och Klagenfurt), Finland (Helsingfors med flera platser) och från 1990-talet i Sverige (Stockholm, Uppsala, Piteå Konsthall med flera).
Hon har också sedan 1961 deltagit i ett flertal samlingsutställningar, såsom Guggenheimmuseet (1965), Women Choose Women (1973) respektive Three Centuries of the American Nude (1975) på New York Cultural Center, utställningar vid New School Art Center i New York, Campbell Gallery vid University of Houston i Texas, Minneapolis Institute of Art i Minnesota, Works on Paper på Brooklyn Museum (1975), Sons and Others på Queens Museum of Art (1975), BLAM! på Whitney Museum of American Art, New York (1984), Helsingfors konsthall (1996) och ett flertal år med konstnärsgruppen vid SOHO20 Chelsea Gallery för kvinnliga konstnärer i New York från 1998.
Edelheit har även gjort scenografi till mindre teatrar i New York 1971–1974, ett antal egna experimentella konstfilmer på 1970-talet, visade i ett flertal sammanhang i USA och Europa genom åren – till exempel Hats, Bottles & Bones: A Portrait of Sari Dienes (1977), ett konstnärsporträtt om Sari Dienes, som visades bland annat på Museum of Modern Art och ingår i samlingarna vid Anthology Film Archives. Hon har undervisat i filmkunskap 1976–1980 och varit inbjuden som artist in residence vid Wilson College, Chambersburg, Philadelphia 1973, Art Institute of Chicago 1975, University of Cincinnati 1975 och California Institute of the Arts.

## Sverige
Sedan 1993 är Martha Edelheit bosatt i Sverige på en gård i Svartsjölandet utanför Stockholm efter giftermålet med sin ungdomskärlek Sam Nilsson.
Före flytten till Sverige målade hon mycket människor och gåtfulla landskap i en ganska egen stil, men efter att ha lämnat New York och kommit till den svenska naturnära livsformen har hon till stor del gått över till att måla djurmotiv i stället, något hon ser som en manifestation av hopp för en sargad värld.

## Teaterscenografi
- The Wonderful Adventures of Tyl, av Jonathan Levy, Triangle Theatre, 1971
- Message from Garcia + Was I Good?, två enaktare av Rosalyn Drexler, New Dramatists Workshop, 1971
- The Whore and the Poet, av Sandra Hochman + Break A Leg, av Ira Levin, Urgent Theater, 1974